# Calvarienberg (Gundelsheim)

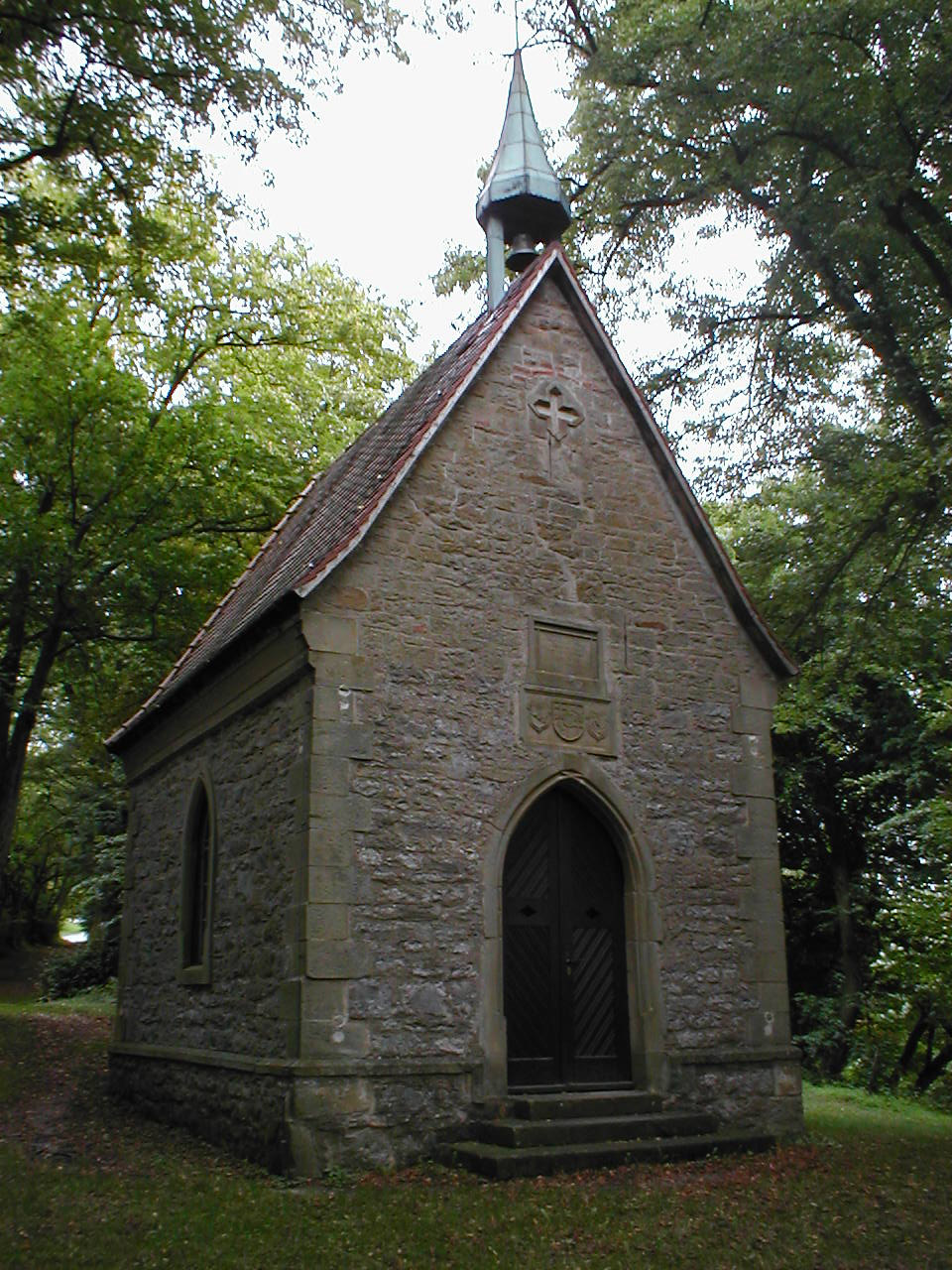
Kapelle von 1627 auf dem Calvarienberg

Der Calvarienberg in Gundelsheim im Landkreis Heilbronn im Baden-Württemberg ist eine aus einer Kapelle, einer Kreuzigungsgruppe und Bildstöcken bestehende Kreuzwegstation aus dem 17. Jahrhundert.

## Geschichte

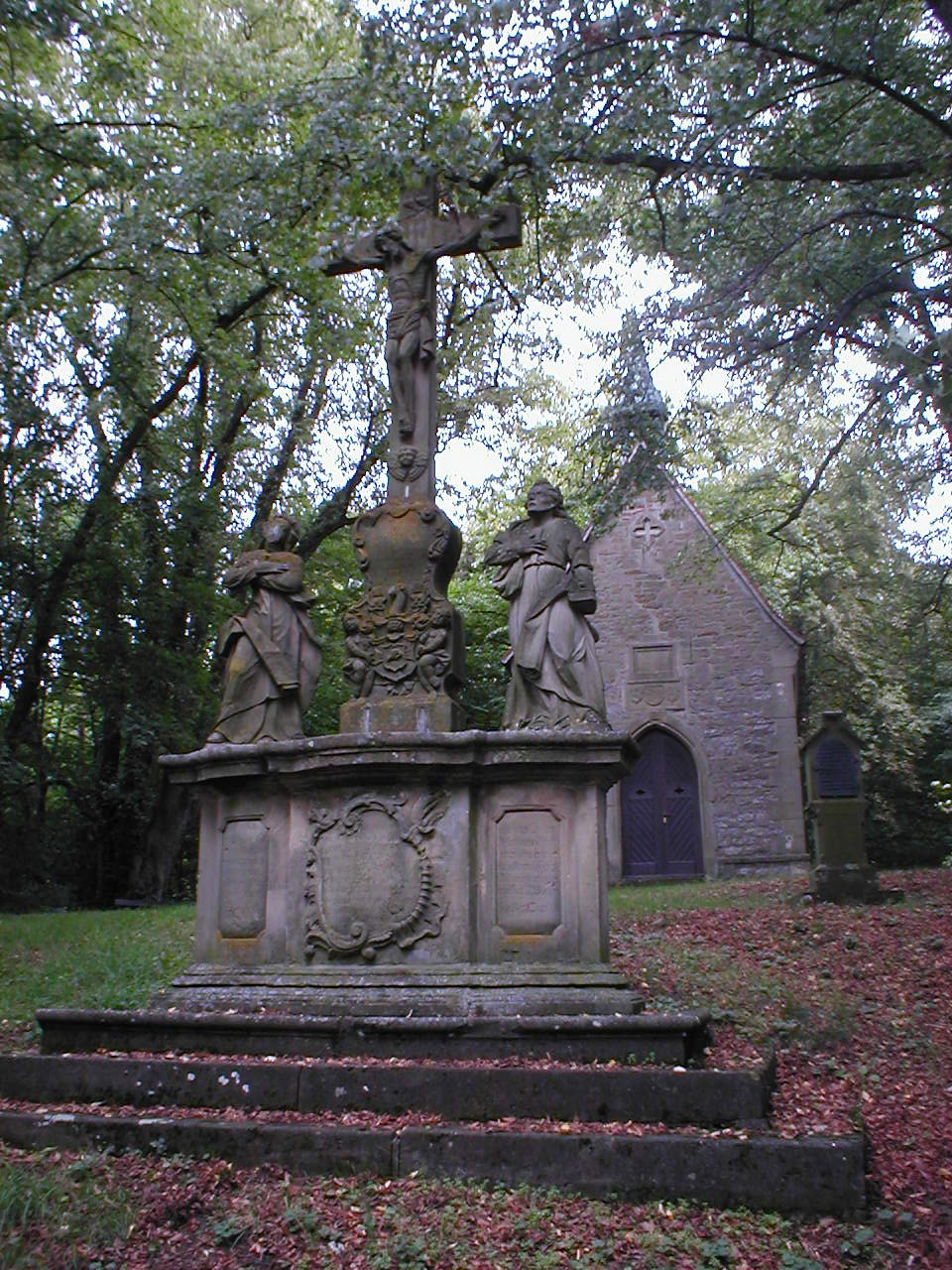
Kreuzigungsgruppe auf dem Calvarienberg

Die Kreuzkapelle wurde 1627 am nordwestlichen Stadtende vor dem Neckartor an der Straße nach Mosbach errichtet und 1858 an ihren heutigen Standort nordöstlich der Stadt an der Straße nach Tiefenbach transloziert.
Über dem Eingang der Kirche befinden sich drei Wappen. Das linke Wappen ist das des Augustin Oswald von Lichtenstein, Hauskomtur des Deutschen Ordens auf Schloss Horneck von 1625 bis 1641. Das mittlere Wappen ist das des Deutschmeisters Johann Eustach von Westernach. Das rechte Wappen ist das des Wilhelm Michael Schliederer von Lachen, Hauskomtur auf Horneck von 1618 bis 1625. Im Inneren ist nochmals das Lichtensteinsche Wappen mit der Jahreszahl 1657 zu sehen, außerdem das Wappen des damaligen Hauskomturs Philipp Jakob von Kaltenthal. Eine Bauinschrift außen vermerkt, dass Johann Fischer die Kapelle 1858 an ihren heutigen Standort versetzt hat.